# Communauté de communes de l’Alta Rocca
Die Communauté de communes de l’Alta Rocca ist ein französischer Gemeindeverband mit der Rechtsform einer Communauté de communes im Département Corse-du-Sud in der Region Korsika. Sie wurde am 18. Dezember 2000 gegründet und umfasst 18 Gemeinden. Der Verwaltungssitz befindet sich in der Gemeinde Levie.

## Historische Entwicklung
Mit Wirkung vom 1. Januar 2017 traten die Gemeinden Conca und Sari-Solenzara vom aufgelösten Gemeindeverband Communauté de communes de la Côte des Nacres dem hiesigen Verband bei.

## Mitgliedsgemeinden
| Gemeinde                               | Einwohner 1. Januar 2022 | Fläche km² | Dichte Einw./km² | Code INSEE | Postleitzahl |
| -------------------------------------- | ------------------------ | ---------- | ---------------- | ---------- | ------------ |
| Altagène                               | 54                       | 4,77       | 11               | 2A011      | 20112        |
| Aullène                                | 183                      | 40,92      | 4                | 2A024      | 20116        |
| Carbini                                | 117                      | 16,47      | 7                | 2A061      | 20170        |
| Cargiaca                               | 62                       | 7,87       | 8                | 2A066      | 20164        |
| Conca                                  | 1.167                    | 77,96      | 15               | 2A092      | 20135        |
| Levie                                  | 674                      | 85,85      | 8                | 2A142      | 20170        |
| Loreto-di-Tallano                      | 49                       | 6,93       | 7                | 2A146      | 20165        |
| Mela                                   | 34                       | 4,63       | 7                | 2A158      | 20112        |
| Olmiccia                               | 116                      | 11,22      | 10               | 2A191      | 20112        |
| Quenza                                 | 185                      | 95,67      | 2                | 2A254      | 20122        |
| Sainte-Lucie-de-Tallano                | 382                      | 25,57      | 15               | 2A308      | 20112        |
| San-Gavino-di-Carbini                  | 1.162                    | 47,88      | 24               | 2A300      | 20170        |
| Sari-Solenzara                         | 1.447                    | 73,85      | 20               | 2A269      | 20145        |
| Serra-di-Scopamène                     | 117                      | 20,42      | 6                | 2A278      | 20127        |
| Sorbollano                             | 65                       | 7,70       | 8                | 2A285      | 20152        |
| Zérubia                                | 46                       | 13,18      | 3                | 2A357      | 20116        |
| Zonza                                  | 2.869                    | 134,46     | 21               | 2A362      | 20124        |
| Zoza                                   | 66                       | 5,05       | 13               | 2A363      | 20112        |
| Communauté de communes de l’Alta Rocca | 8.795                    | 680,40     | 13               | –          | –            |